# Husby, Skederid och Rö församling
Husby, Skederid och Rö församling församling är en församling i Roslagens västra pastorat i Upplands södra kontrakt i Uppsala stift i Svenska kyrkan. Församlingen ligger i Norrtälje kommun i Stockholms län.

## Administrativ historik
Församlingen bildades 2008 genom sammanläggning av Rö församling, Skederids församling och Husby-Sjuhundra församling och ingick som de tidigare församlingarna i Rimbo pastorat. Från 2018 ingår församlingen i Roslagens västra pastorat.

## Kyrkor
- Husby-Sjuhundra kyrka
- Skederids kyrka
- Rö kyrka